# 광주좌
광주좌(光州座)는 일제강점기인 1916년부터 1931년까지 광주광역시 동구 황금동에 존재했던 역사적인 극장이다.
이 극장은 일본인 후지카와 타다요시(藤川忠義)가 설립했다. 2층 건물로 약 300명을 수용할 수 있었으나, 의자 대신 다다미 매트에 앉는 방식이었다. 현재의 팰리스 관광호텔 자리에 위치했다. 영화 상영뿐만 아니라 연극, 콘서트 등 다양한 문화 공연을 개최하는 것으로 유명했다. 1924년 3월 확장되었고, 1925년 11월 3일 재개장했다. 그러나 1931년 11월 8일, 후지카와가 켜놓은 촛불로 인한 우발적인 화재로 소실되었다.

## 같이 보기
- 광주극장 – 광주좌가 소실된 후 공백을 메우기 위해 설립된 한국인 소유 극장